# ラストラ・ア・シーニャ
ラストラ・ア・シーニャ（伊: Lastra a Signa）は、イタリア共和国トスカーナ州フィレンツェ県にある、人口約20,000人の基礎自治体（コムーネ）。

## 地理

### 位置・広がり

#### 隣接コムーネ
隣接するコムーネは以下の通り。括弧内のPOはプラート県所属を示す。
- カルミニャーノ (PO)
- モンテルーポ・フィオレンティーノ
- モンテスペルトリ
- スカンディッチ
- シーニャ

### 気候分類・地震分類
ラストラ・ア・シーニャにおけるイタリアの気候分類 (it) および度日は、zona D, 1806 GGである。
また、イタリアの地震リスク階級 (it) では、zona 3 (sismicità bassa) に分類される。

## 行政

### 分離集落
ラストラ・ア・シーニャには以下の分離集落（フラツィオーネ）がある。
- Brucianesi, Carcheri, Ginestra Fiorentina, Malmantile, Marliano, Ponte a Signa, Porto di Mezzo, Quattro Strade, San Romolo a Settimo, Vigliano[

## 姉妹都市
- グロージオ、イタリア 1989年
- Saint-Fons、フランス 1995年
- ミュンスター、ドイツ 2015年[6].